# Панайот Денев
Панайот Владимиров Денев е български журналист.

## Биография
Роден е на 22 август 1945 г. в София. Завършва българска филология и история във Великотърновския университет „Св. св. Кирил и Методий“. Работи близо 30 години в БТА (Българска телеграфна агенция) като репортер, редактор, зам.-генерален (1991 – 1993) и генерален (1997 – 2002) директор. Главен редактор е на в. „Демокрация“ през 1993 – 1994 г.
Работи във в. „Континент“ (1996 – 1997), в Българската национална телевизия (1995) и като ръководител на пресцентъра на Съюза на демократичните сили (2003 – 2005) От май 2005 г. до края на 2013 г. е редактор на новинарския сайт Vesti.bg в Нет Инфо.БГ АД.
От 1984 до 2018 г. е в екипа на Празниците на изкуствата „Аполония“ в Созопол – ръководи пресцентъра, редактира информационните издания. – бюлетини, вестник, сайт.
От 1995 до 2010 г. преподава в Департамент „Масови комуникации“ на Нов български университет, където води курсовете „Новини и новинарство“ и „Медийни модели на информацията“.
Автор на стотици статии, анализи, интервюта във вестниците "Демокрация", "Континент", "Поглед", "Отечествен фронт", "Вечерни новини", "Литературен форум", "Век 21", списанията "ЛИК", "Паралели", "Филмови новини", "Български филми", "Киноизкуство", "Киноработник", сценарист на документални филми за Българската телевизия, автор на предавания за програма "Христо Ботев" на Българското радио и др.
През 2000 г., когато е генерален директор, подготвя и предлага на парламентарната група на управляващото парламентарно мнозинство на ОДС проект на Закон за БТА според изискването на Конституцията от 1991 г. и временния Статут на БТА от 1994 г. Парламентарното мнозинство не внася проекта в Народното събрание. Прави го през 2001 г., когато проектът не е допуснат за разискване от мнозинството на НДСВ и ДПС. Същият проект е окончателно редактиран от външния юридически консултант на БТА Кирил Вълчев и е отново внесен в парламента през 2011 г. по времето на генералния директор на агенцията Максим Минчев (1953–2020). Законът за БТА е приет от 36-то обикновено Народно събрание на 1 декември 2011 г.
През 2017 г. превежда от руски език издадената в Москва през 1879 г. книга „Писма от България“ от Евгений Утин (издание на „Абагар“ с предговор от Георги Данаилов). През 2022 г. е редактор на втората част на книгата на Георги Дюлгеров „Биография на моите филми“, издадена от НБУ.
Автор е на „История на БТА (1898 - 2023) под редакцията на проф. д-р Румяна Прешленова от Института по балканистика с Център по тракология при БАН.“ и съставител и редактор на „Лични свидетелства“ – книги, посветени на 125–годишнината от излизането на първия бюлетин на Българската телеграфна агенция, издания на Академичното издателството „Проф. Марин Дринов“.
Женен за Елха Денева (от 1971 г.). Дъщеря им Неда е родена през 1980 г.